# Liste des théâtres de Liège

## Théâtres
| Nom                                  | Adresse                     | Quartier          | Date d'ouverture | Nombre de sièges | Notes                                                                                             |
| ------------------------------------ | --------------------------- | ----------------- | ---------------- | ---------------- | ------------------------------------------------------------------------------------------------- |
| Théâtre Al Botroûle                  | Rue Hocheporte, no 3        | Sainte-Marguerite | 1973             |                  | Théâtre de marionnettes pour adultes                                                              |
| Théâtre de l'Aléna                   | Rue de Berloz, no 2         | Sclessin          | 1995             | 60               |                                                                                                   |
| Théâtre Arlequin                     | Rue Rutxhiel, no 3          | Saint-Gilles      | 1956             |                  |                                                                                                   |
| La Bouch'rit                         | Rue Saint-Gilles, no 161    | Saint-Gilles      |                  | 99               | Café-théâtre                                                                                      |
| La Bouffonnerie                      | Rue Haute-Sauvenière, no 17 | Centre            | 2010             | 45               | Café-théâtre                                                                                      |
| Les Chiroux                          | Place des Carmes, no 8      | Quartier latin    | 1970             |                  |                                                                                                   |
| À La Courte Échelle                  | Rue de Rotterdam, no 29     | Avroy             |                  | 78               |                                                                                                   |
| Comédie Centrale                     | Rue du Plan Incliné, no 84  | Guillemins        |                  | 130              | Café-théâtre                                                                                      |
| Comédie en Île                       | Rue Méan, nos 11-13         | Outremeuse        | 2016             | 120              | Café-théâtre                                                                                      |
| Théâtre de l'Étuve                   | Rue de l'Étuve, no 12       | Quartier latin    | 1951             | 52               |                                                                                                   |
| Forum                                | Rue Pont d'Avroy, no 12     | Quartier latin    | 1922             | 2 000            |                                                                                                   |
| Théâtre de Liège                     | Place du XX août, no 16     | Quartier latin    | 1918             | 557 et 145       | Anciens noms : Théâtre du Gymnase, Théâtre du Nouveau Gymnase, Théâtre de la Place                |
| La Cité Miroir                       | Place Xavier Neujean, no 22 | Quartier latin    | 2014             | 276              | Anciens Bains de la Sauvenière devenus espace culturel et citoyen : Théâtre, expos, concerts, etc |
| Théâtre Le Moderne                   | Rue Sainte-Walburge, no 1   | Sainte-Walburge   | 1985             | 230              |                                                                                                   |
| Opéra royal de Wallonie              | Place de l'Opéra            | Quartier latin    | 1820             | 1 033            | Ancien nom : Théâtre royal de Liège                                                               |
| La Halte                             | Rue de la Casquette, no 4   | Quartier latin    |                  |                  |                                                                                                   |
| Théâtre Proscenium                   | Rue Souverain-Pont, no 28   | Centre            | 1972             | 50               |                                                                                                   |
| Théâtre du P'tit Boulv'Art           | Boulevard d'Avroy, no 92    | Avroy             | 2006             | 60               |                                                                                                   |
| Théâtre du Gai Savoir                | Rue Bassenge, no 12         | Saint-Gilles      | 2005             | 50               |                                                                                                   |
| Théâtre Trianon                      | Rue Surlet, no 20           | Outremeuse        | 1926             | 450              |                                                                                                   |
| Théâtre du Trocadero                 | Rue Lulay-des-Fèbvres, no 6 | Quartier latin    | 1916             | 637              |                                                                                                   |
| Théâtre universitaire royal de Liège | Quai Roosevelt, no 1b       | Quartier latin    | 1941             | 200              |                                                                                                   |
| Les Waroux                           | Rue de Waroux, n° 27        | Sainte-Marguerite | 1980             | 136              |                                                                                                   |